# Marvell Technology Group
Marvell Technology Group (abgekürzt: Marvell) ist ein US-amerikanischer fabless Hersteller von Speicher-, Telekommunikations- und Halbleiter-Produkten.

## Übersicht

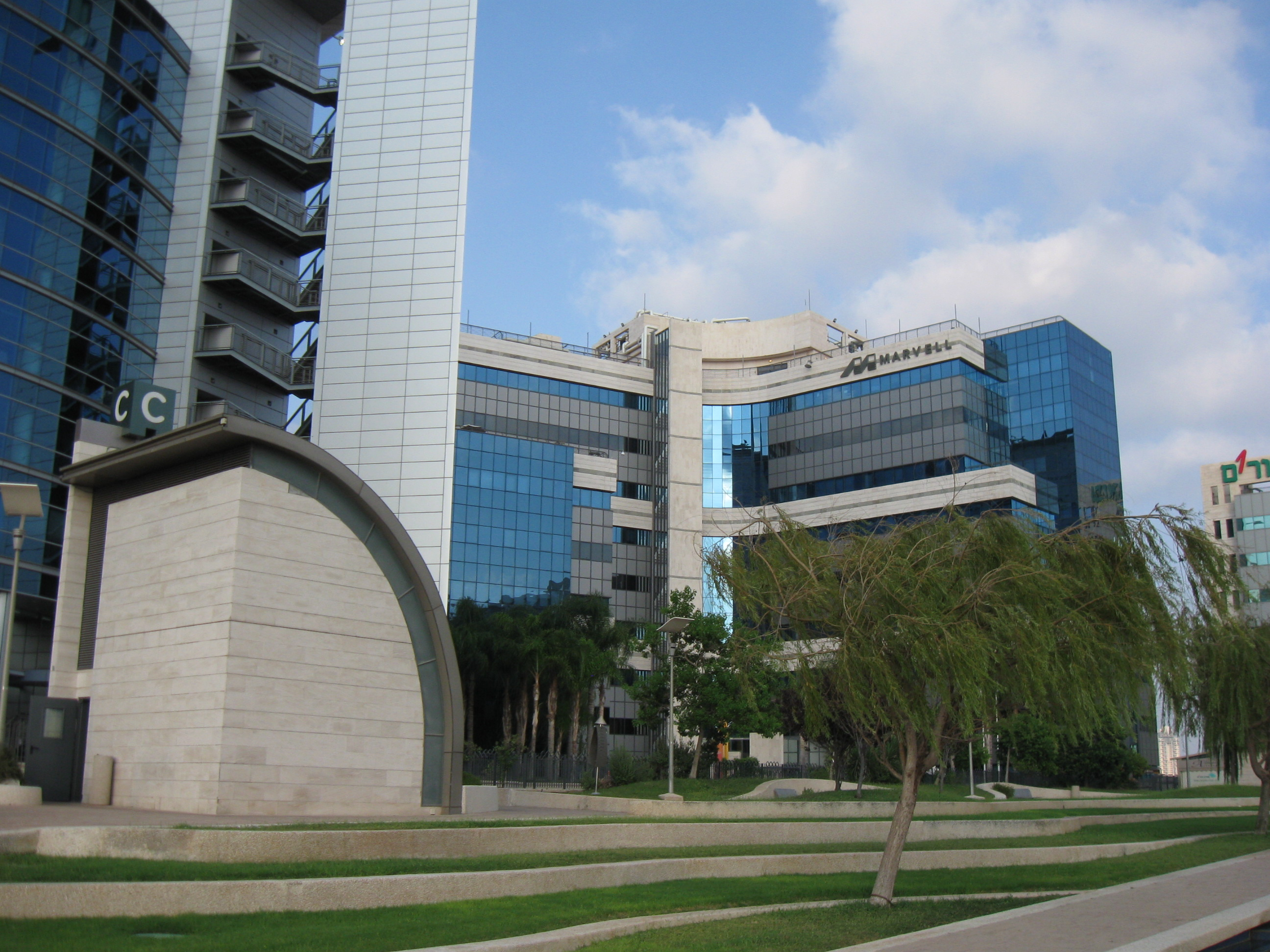
Entwicklungszentrum in Petach Tikwa, Israel

Folgende Sparten deckt die Produktpalette ab:
- Endkunden: Ethernet, Wireless LAN, Voice over IP (VoIP), Systembausteine, Storage solutions und Embedded Systems.
- Firmenkunden: Marvell stellt Halbleiterlösungen für Netzwerk-Switches, Router und WLAN-Produkte her. Marvell war der erste Hersteller mit marktreifen Gigabit-Ethernet-switching-Lösungen.
- Storage: Lösungen, die auf einem einzelnen hochintegrierten Chip basieren und komplett mit Netzwerkinterface, Festplatteninterface und weiteren Komponenten ausgestattet sind.

Marvell wurde 1995 von Sehat Sutardja und seiner Frau Weili Dai gegründet und beschäftigt über 7.000 Mitarbeiter (Stand 2015). Marvell unterhält seine operative Zentrale und das Hauptentwicklungszentrum in Santa Clara und weitere Entwicklungszentren in Aliso Viejo, Colorado, Massachusetts und San Diego sowie außerhalb der USA in Deutschland, der Schweiz, Israel, Japan, Singapur und Taiwan; Vertriebszentren existieren weltweit.
Seit dem Verkauf durch Intel im Jahr 2006 gehört die XScale-Prozessortechnologie zu Marvell. Der Kaufpreis betrug 600 Millionen US-Dollar in bar sowie weitere nicht näher genannte Verbindlichkeiten.
2010 stellte Marvell mit dem Marvell Armada einen neuen SoC vor.
Im April 2016 wurde das Gründerpaar aus seinen Führungspositionen (vorher CEO und Präsidentin) gedrängt.
Im Mai 2019 wurde bekannt, dass NXP Semiconductors von der Marvell Technology Group den Bereich für WLAN- und Bluetooth-Chips mit 500 Mitarbeitern übernimmt.

## Übernahmen

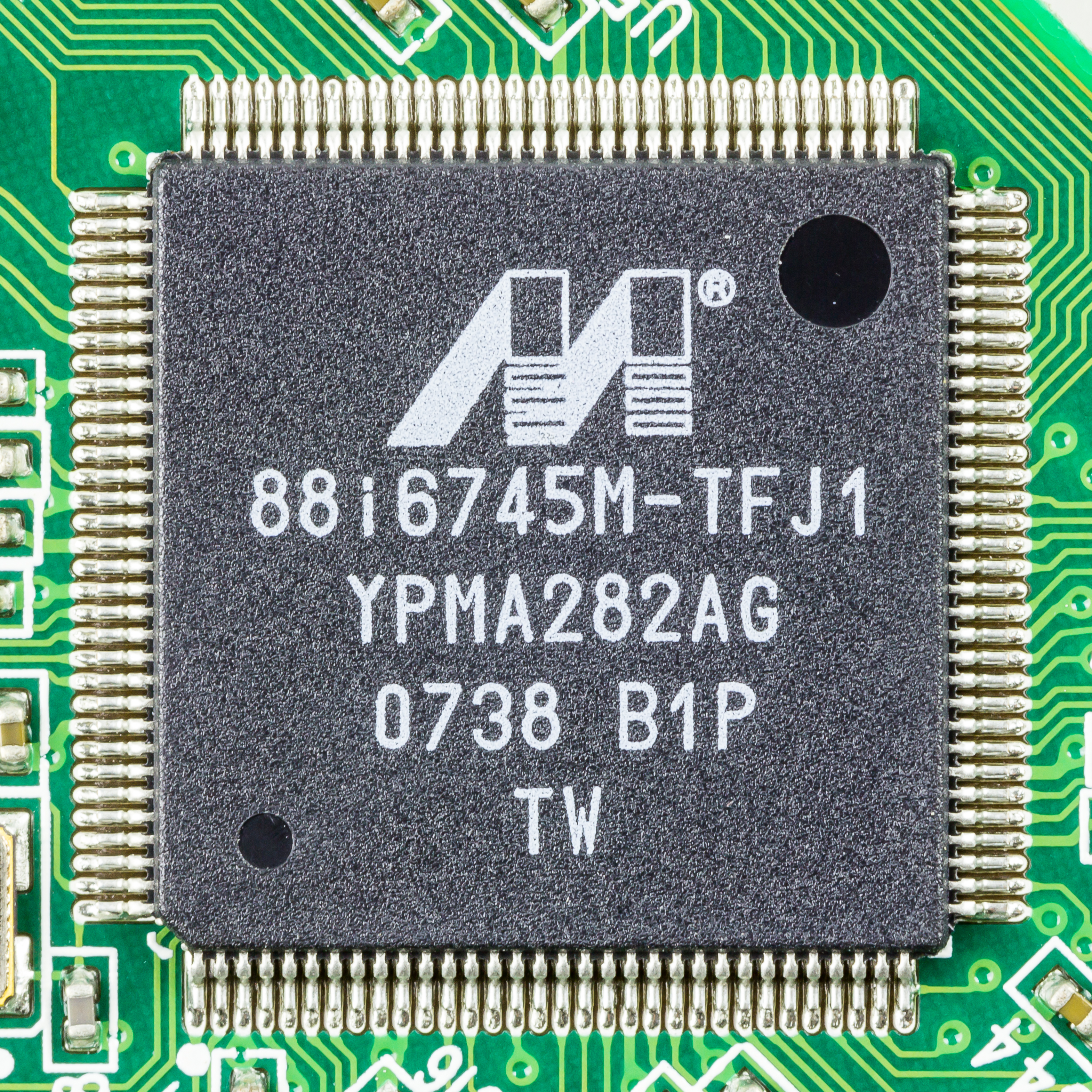
Halbleiter-Chip von Marvell

| Datum         | Firma                               | Produkte                            | Kosten                                      |
| ------------- | ----------------------------------- | ----------------------------------- | ------------------------------------------- |
| Oktober 2000  | Galileo Technology                  | Ethernet Switches, Systemkontroller | 2,7 Mrd. USD in Aktien                      |
| Juni 2002     | SysKonnect GmbH                     | PC-Netzwerkprodukte                 |                                             |
| Februar 2003  | RADLAN                              | Embedded Software für Netzwerke     | 49,7 Mio. USD                               |
| August 2005   | Qlogic                              | Festplattenkontroller-Sparte        | 180 Mio. USD in bar + 45 Mio. USD in Aktien |
| Dezember 2005 | UTStarcom                           | System-on-a-Chip-Sparte             | 24 Mio. USD in bar                          |
| Februar 2006  | Avago                               | ASICs für Drucker                   | 240 Mio. USD in bar                         |
| Februar 2006  | XScale-Produktlinie von Intel       | Kommunikationsprozessoren und SoCs  | 600 Mio. USD in bar                         |
| August 2010   | Diseño de Sistemas en Silicio (DS2) | ICs für Powerline Communication     | nicht angegeben                             |
| Juni 2018     | Cavium                              | Systems-on-a-Chip                   | 6 Mrd. bar und Aktien                       |